# Rustin (filme)
Rustin é um filme de drama biográfico americano de 2023 dirigido por George C. Wolfe, a partir de um roteiro de Julian Breece e Dustin Lance Black, e uma história de Breece sobre a vida do ativista dos direitos civis Bayard Rustin. Produzido pela produtora Higher Ground de Barack e Michelle Obama, o filme é estrelado por Colman Domingo no papel-título, ao lado de Chris Rock, Jeffrey Wright e Audra McDonald. É baseado na história real de Rustin, que ajudou Martin Luther King Jr. e outros a organizar a Marcha sobre Washington de 1963.
Rustin estreou no Festival de Cinema de Telluride em 31 de agosto de 2023 e no Festival Internacional de Cinema de Toronto de 2023 em 13 de setembro de 2023. Foi lançado em cinemas selecionados em 3 de novembro de 2023, antes de seu lançamento em streaming em 17 de novembro de 2023, pela Netflix. Colman Domingo recebeu inúmeras indicações de Melhor Ator no Globo de Ouro, Critics' Choice Awards, BAFTA, Screen Actors Guild e no Oscar.

## Enredo
O filme conta a história do ativista gay dos direitos civis Bayard Rustin. Apesar das probabilidades incríveis, ele conseguiu organizar a Marcha sobre Washington em 1963. Este evento é considerado um dos pontos altos do movimento pelos direitos civis nos Estados Unidos. Mais de 200 mil pessoas reuniram-se em frente ao Lincoln Memorial em Washington, D.C. e apelaram ao fim da discriminação racial nos Estados Unidos. Martin Luther King fez seu famoso discurso “I Have a Dream” no evento.

## Elenco
- Colman Domingo como Bayard Rustin
- Aml Ameen como Martin Luther King Jr.
- Glynn Turman como A. Philip Randolph
- Chris Rock como Roy Wilkins
- Gus Halper como Tom Kahn
- Johnny Ramey como Elias Taylor
- CCH Pounder como Dr. Anna Hedgeman
- Michael Potts como Cleve Robinson
- Audra McDonald como Ella Baker
- Jeffrey Wright como Adam Clayton Powell Jr.
- Lilli Kay como Rachelle
- Jordan-Amanda Hall como Charlene
- Jakeem Powell como Norm
- Ayana Workman como Eleanor Holmes
- Grantham Coleman como Blyden
- Jamilah Rosemond como Dorie Ladner
- Jules Latimer como Joyce Ladner
- Maxwell Whittington-Cooper como John Lewis
- Frank Harts como Jim Farmer
- Kevin Mambo como Whitney Young
- Carra Patterson como Coretta Scott King
- Da'Vine Joy Randolph como Mahalia Jackson
- Adrienne Warren como Claudia Taylor
- Bill Irwin como A. J. Muste
- Jamar Williams como Tyrone
- Hope Clarke como Lucille Randolph
- Rashad Demond Edwards como Medgar Evers
- Cotter Smith como Chefe Wells
- Drayton Walker como o pequeno Stevie Wonder
- Robert M. Pflegardt como Joachim Prinz
- Christopher Anglim como Eugene Carson Blake
- Devin Doolan como Walter Reuther
- Marlon Bradley Ray como Floyd McKissick

## Produção
Em fevereiro de 2021, foi noticiado que George C. Wolfe dirigiria um filme baseado na vida de Bayard Rustin a partir de um roteiro de Julian Breece e Dustin Lance Black. Em outubro de 2021, Colman Domingo foi escalado como Rustin. Chris Rock, Glynn Turman e Audra McDonald também se juntaram ao elenco. Mais tarde naquele mês, Aml Ameen, CCH Pounder, Michael Potts, Bill Irwin, Da'Vine Joy Randolph, Gus Halper, Johnny Ramey, Carra Patterson, e Adrienne Warren juntaram-se ao elenco. A produção começou em novembro de 2021 em Pittsburgh. Em dezembro de 2021, Jeffrey Wright, Grantham Coleman, Lilli Kay, Jordan-Amanda Hall, Jakeem Dante Powell, Ayana Workman, Jamilah Nadege Rosemond, Jules Latimer, Maxwell Whittington-Cooper, Frank Harts e Kevin Mambo juntaram-se ao elenco.
Após o anúncio de Colman Domingo sendo escalado para o papel principal, o Centro Bayard Rustin para Justiça Social, um espaço seguro LGBTQIA, centro ativista comunitário expressou sua aprovação diretamente a Domingo, defendendo que "Sua voz poderosa ajuda a amplificar Bayard Rustin, Padrinho de Interseccionalidade, planejou a marcha, trouxe a não-violência ao movimento, inspirou os cavaleiros da liberdade, perdeu-se para a história por causa de quem ele amava, de quem ele era. Desordeiros angélicos, uni-vos!"
Lenny Kravitz escreveu e cantou uma música original, "Road to Freedom", para o filme. Ao abordar Kravitz para escrever uma música para o filme, Wolfe disse: "A única nota que dei a ele foi a música necessária para ajudar a nos levar como público, do sentimento à ação. E trombones. Implorei por trombones." Wolfe ficou fascinado por trombones depois de filmar Ma Rainey's Black Bottom (2020), e Trombone Shorty foi contratado para contribuir com a música.

## Lançamento
Rustin estreou no Festival de Cinema de Telluride em 31 de agosto de 2023. Também foi exibido no Festival Internacional de Cinema de Toronto de 2023 em 13 de setembro de 2023. O filme será lançado em cinemas selecionados em 3 de novembro de 2023. 2023 e estreia mundial na Netflix em 17 de novembro.

## Recepção

### Resposta crítica

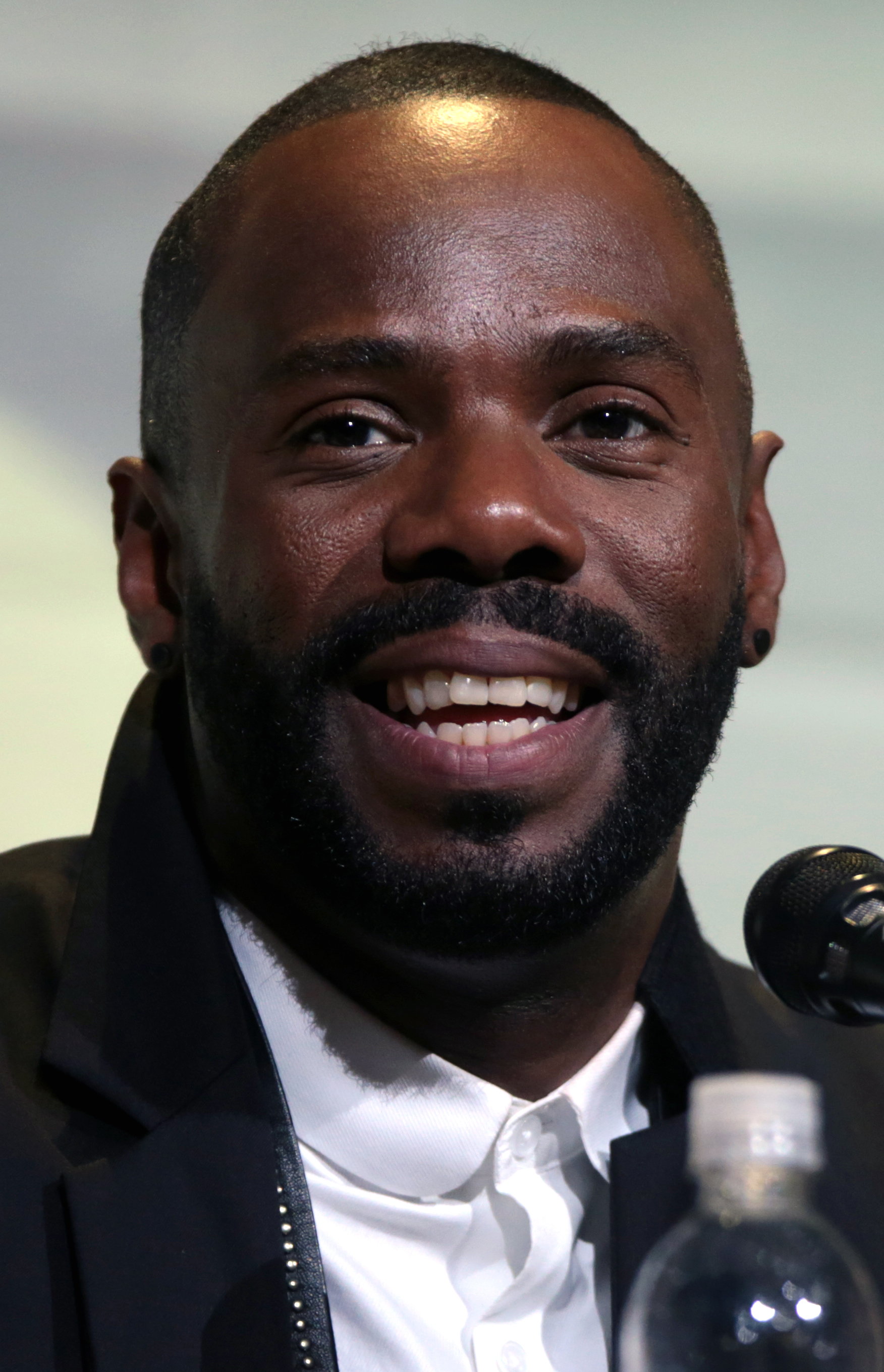
Domingo recebeu elogios quase unânimes por sua atuação e foi indicado ao Oscar de melhor ator.

No site agregador de resenhas Rotten Tomatoes, 84% das 165 resenhas dos críticos são positivas, com uma classificação média de 7/10. O Metacritic, que usa uma média ponderada, atribuiu ao filme uma pontuação de 68 em 100, com base em 39 críticos, indicando críticas "geralmente favoráveis".
Domingo foi aclamado pela crítica por sua atuação no papel-título. John Anderson, do The Wall Street Journal, elogiou Domingo como uma "força da natureza neste filme, entregando um retrato complexo e altamente simpático" que "determina o que o filme realmente é, ao mesmo tempo que evita que ele dê errado". Maureen Lee Lenker elaborou, em sua crítica para a Entertainment Weekly, que "Domingo infunde em Rustin um calor e vibração que cria uma performance de imensa empatia" e seguiu afirmando "seu retrato de um homem lutando por sua raça e sua sexualidade parece incrivelmente pessoal e ajuda a enfatizar o compromisso de Rustin com a verdadeira 'justiça para todos'." Benjamin Lee, do The Guardian apreciou a cobertura interseccional do filme sobre as lutas de Rustin e concluiu que Domingo "acerta a encantadora capacidade de persuasão que explicaria como Rustin conquistou tanto em tão pouco tempo e, à medida que lentamente começa a experimentar um nível de aceitação por todo o seu ser, em vez de peças escolhidas a dedo, há uma pungência genuína em vê-lo desmoronar diante de nós, um peso que podemos sentir sendo retirado.
Outros críticos foram mais indiferentes ao filme, principalmente pelo roteiro e direção. Bilge Ebiri, do Vulture observou que o roteiro estava carregado de "cenografia desajeitada com falas" que equivalia a "escrita em nível de exercício de sala de aula", levando a um filme "cheio de todos os clichês do gênero". Ele também elabora que os "pontos previsíveis da trama" do filme e a natureza "pro forma" dos "assuntos pessoais" de Rustin em conjunto com a "direção metódica" de Wolfe levaram à "inércia visual". Robert Daniels, do RogerEbert.com, concordou da mesma forma que o filme sufocou Domingo e suprimiu seu potencial, observando que ele "em última análise, se apega a esses crescendos emocionais, agarrando-se com toda a sua vida a um filme que raramente, ou nunca, sobe ao seu nível." Em sua crítica, Michael O'Sullivan do The Washington Post considerou o "enredo superficial" do filme "tão montado e superficial quanto as reconstituições de abertura do filme" e criticou a falta de desenvolvimento dos personagens no elenco de apoio, observando que "nenhum deles se destaca como personagem tridimensional".
As críticas específicas foram direcionadas à abordagem do filme da sexualidade de Rustin como narrativa. Dustin Guastela, da Jacobin, criticou o filme por caricaturar as visões políticas de Rustin: "Rustin afirma que o herói dos direitos civis foi esquecido por causa de sua sexualidade. Mas foi sua política de classe impetuosa e provocativa que o torna controverso e profético hoje." Ele argumenta que a falta de desenvolvimento do filme na relação entre Rustin e Tom Kahn "transformou" a sexualidade de Rustin em uma arma como um meio de obscurecer que a "negligência histórica" de Rustin também se devia, em parte, às suas opiniões políticas, que eram "não menos um razão para seu apagamento oficial da história canônica dos direitos civis." Em sua crítica para o IndieWire, David Ehrlich também lamentou a forma como o filme lidou com a sexualidade de Rustin e afirmou que "Rustin é diminuído pelo impulso forçado de sua trama, pela forma como o roteiro incorpora de forma deselegante a dinâmica social da homossexualidade de Rustin (o triângulo amoroso que se desenvolve entre Rustin, o colega ativista Tom Kahn e um personagem composto interpretado por Johnny Ramey interrompe o filme toda vez que ele aparece)."

### Prêmios e indicações
| Associações                                          | Data de cerimônia                | Categoria                                                                        | Nomeações                                             | Resultado |
| ---------------------------------------------------- | -------------------------------- | -------------------------------------------------------------------------------- | ----------------------------------------------------- | --------- |
| The Queerties                                        | 28 de fevereiro de 2023          | Próxima Grande Coisa                                                             | Rustin                                                | Indicado  |
| Festival Internacional de Cinema de Hamptons         | 12 de outubro de 2023            | The Sherzum Award                                                                | Rustin                                                | Venceu    |
| Heartland International Film Festival                | 15 de outubro de 2023            | Prêmio Escolha do Público – Apresentação Especial Narrativa                      | Rustin                                                | Venceu    |
| Mill Valley Film Festival                            | 16 de outubro de 2023            | Direção                                                                          | George C. Wolfe                                       | Venceu    |
| Mill Valley Film Festival                            | 16 de outubro de 2023            | Prêmio do Público – Cinema dos EUA                                               | Rustin                                                | Venceu    |
| Festival Internacional de Cinema de Chicago          | 22 de outubro de 2023            | Gold Q-Hugo                                                                      | Rustin                                                | Indicado  |
| Philadelphia Film Festival                           | 29 de outubro de 2023            | Prêmio do Público – Destaque Narrativo                                           | Rustin                                                | Venceu    |
| Hollywood Music in Media Awards                      | 15 de novembro de 2023           | Trilha Sonora Original – Longa-Metragem                                          | Branford Marsalis                                     | Indicado  |
| Hollywood Music in Media Awards                      | 15 de novembro de 2023           | Canção Original – Longa-Metragem                                                 | Lenny Kravitz ("Road to Freedom")                     | Indicado  |
| Gotham Independent Film Awards                       | 27 de novembro de 2023           | Homenagem ao Ícone e Criador pela Justiça Social                                 | Rustin                                                | Venceu    |
| Celebration of Cinema & Television                   | 4 de dezembro de 2023            | Prêmio Ator (Filme)                                                              | Colman Domingo                                        | Venceu    |
| Washington D.C. Area Film Critics Association Awards | 10 de dezembro de 2023           | Melhor Ator                                                                      | Colman Domingo                                        | Indicado  |
| Women Film Critics Circle Awards                     | 18 de dezembro de 2023           | Melhor Ator                                                                      | Colman Domingo                                        | Indicado  |
| Dallas-Fort Worth Film Critics Association           | 18 de dezembro de 2023           | Melhor Ator                                                                      | Colman Domingo                                        | 5º lugar  |
| Sociedade dos Críticos de Cinema de San Diego        | 19 de dezembro de 2023           | Melhor Ator                                                                      | Colman Domingo                                        | Indicado  |
| Capri Hollywood International Film Festival          | 2 de janeiro de 2024             | Melhor Ator                                                                      | Colman Domingo                                        | Venceu    |
| Festival Internacional de Cinema de Palm Springs     | 4 de janeiro de 2024             | Prêmio Destaque - Ator                                                           | Colman Domingo                                        | Venceu    |
| Georgia Film Critics Association Awards              | 5 de janeiro de 2024             | Melhor Ator                                                                      | Colman Domingo                                        | Indicado  |
| Astra Film and Creative Arts Awards                  | 6 de janeiro de 2024             | Melhor Ator                                                                      | Colman Domingo                                        | Indicado  |
| Prêmios Globo de Ouro                                | 7 de janeiro de 2024             | Melhor Ator – Filme Dramático                                                    | Colman Domingo                                        | Indicado  |
| Prêmios Globo de Ouro                                | 7 de janeiro de 2024             | Melhor Canção Original                                                           | Lenny Kravitz ("Road to Freedom")                     | Indicado  |
| Critics' Choice Movie Awards                         | 14 de janeiro de 2024            | Melhor Ator                                                                      | Colman Domingo                                        | Indicado  |
| Critics' Choice Movie Awards                         | 14 de janeiro de 2024            | Melhor Canção                                                                    | Lenny Kravitz ("Road to Freedom")                     | Indicado  |
| African-American Film Critics Association Awards     | 15 de janeiro de 2024            | Melhor Ator                                                                      | Colman Domingo                                        | Venceu    |
| Black Reel Awards                                    | 16 de janeiro de 2024            | Melhor Filme                                                                     | Bruce Cohen, Tonia Davis & George C. Wolfe            | Indicados |
| Black Reel Awards                                    | 16 de janeiro de 2024            | Melhor Atuação Principal                                                         | Colman Domingo                                        | Indicado  |
| Black Reel Awards                                    | 16 de janeiro de 2024            | Melhor Roteiro                                                                   | Julian Breece & Dustin Lance Black                    | Indicados |
| Black Reel Awards                                    | 16 de janeiro de 2024            | Melhor Elenco                                                                    | Cherelle Cargill & Avy Kaufman                        | Indicadas |
| Black Reel Awards                                    | 16 de janeiro de 2024            | Melhor Trilha Sonora Original                                                    | Brandford Marsalias                                   | Indicado  |
| Black Reel Awards                                    | 16 de janeiro de 2024            | Melhor Trilha Sonora                                                             | Rustin                                                | Indicado  |
| Black Reel Awards                                    | 16 de janeiro de 2024            | Melhor Canção Original                                                           | Lenny Kravitz ("Road to Freedom")                     | Indicado  |
| Black Reel Awards                                    | 16 de janeiro de 2024            | Melhor Figurino                                                                  | Toni-Leslie James                                     | Indicada  |
| Black Reel Awards                                    | 16 de janeiro de 2024            | Melhor Design de produção                                                        | Mark Ricker                                           | Indicado  |
| Black Reel Awards                                    | 16 de janeiro de 2024            | Melhor Penteado e maquiagem                                                      | Melissa Forney & Beverly Jo Pryor                     | Indicadas |
| AARP Movies for Grownups Awards                      | 17 de janeiro de 2024            | Melhor Ator                                                                      | Colman Domingo                                        | Venceu    |
| AARP Movies for Grownups Awards                      | 17 de janeiro de 2024            | Melhor Elenco                                                                    | O elenco de Rustin                                    | Indicados |
| AARP Movies for Grownups Awards                      | 17 de janeiro de 2024            | Melhor Cápsula do Tempo                                                          | Rustin                                                | Indicado  |
| Society of Composers & Lyricists                     | 13 de fevereiro de 2024          | Melhor Canção Original para uma Produção de Mídia Visual Dramática ou Documental | Lenny Kravitz ("Road to Freedom")                     | Indicado  |
| Prémios da Academia Britânica de Cinema              | 18 de fevereiro de 2024          | Melhor Ator num Papel Principal                                                  | Colman Domingo                                        | Indicado  |
| Prêmios Satellite                                    | 18 de fevereiro de 2024          | Melhor Ator em Filme, Drama                                                      | Colman Domingo                                        | Indicado  |
| Prêmios Satellite                                    | 18 de fevereiro de 2024          | Melhor Canção Original                                                           | Lenny Kravitz ("Road to Freedom")                     | Indicado  |
| Prêmios Screen Actors Guild                          | 24 de fevereiro de 2024          | Melhor Ator em cinema                                                            | Colman Domingo                                        | Indicado  |
| Oscar                                                | 10 de março de 2024              | Melhor Ator                                                                      | Colman Domingo                                        | Indicado  |
| GLAAD Media Awards                                   | 14 de março - 14 de maio de 2024 | Melhor Filme – Streaming ou TV                                                   | Rustin                                                | Pendente  |
| NAACP Image Awards                                   | 16 de março de 2024              | Melhor Filme                                                                     | Rustin                                                | Indicado  |
| NAACP Image Awards                                   | 16 de março de 2024              | Melhor Direção em um filme                                                       | George C. Wolfe                                       | Indicado  |
| NAACP Image Awards                                   | 16 de março de 2024              | Melhor Ator em um filme                                                          | Colman Domingo                                        | Indicado  |
| NAACP Image Awards                                   | 16 de março de 2024              | Melhor Ator Coadjuvante em filme                                                 | Glynn Turman                                          | Indicado  |
| NAACP Image Awards                                   | 16 de março de 2024              | Melhor Elenco em um filme                                                        | Rustin                                                | Indicados |
| NAACP Image Awards                                   | 16 de março de 2024              | Melhor Figurino                                                                  | Toni–Leslie James, Josh Quinn                         | Indicados |
| NAACP Image Awards                                   | 16 de março de 2024              | Melhor Maquiagem                                                                 | Beverly Jo Pryor, Eric Pagdin, Quintessence Patterson | Indicados |
| NAACP Image Awards                                   | 16 de março de 2024              | Melhor Trilha Sonora Original para TV/Filme                                      | Branford Marsalis                                     | Indicado  |